# Roland Anderson
Roland Anderson (ur. 18 listopada 1903 w Bostonie, zm. 29 października 1989 w Los Angeles) – amerykański scenograf filmowy. Rekordzista pod względem ilości nominacji do Oscara za najlepszą scenografię bez ani jednej wygranej – w ciągu 30 lat otrzymał ich piętnaście.
Był stałym współpracownikiem reżysera Cecila B. DeMille’a, dla którego zaprojektował dekoracje do takich filmów, jak Kleopatra (1934), Korsarz (1938) i Policja konna Północnego Zachodu (1940). Ponadto był twórcą scenografii do wielu klasycznych filmów innych reżyserów, jak m.in. Pożegnanie z bronią (1932) Franka Borzage, Bengali (1935) Henry’ego Hathawaya, Dziewczyna z prowincji (1954) George’a Seatona czy Śniadanie u Tiffany’ego (1961) Blake’a Edwardsa.